# Silabario chipriota
El silabario chipriota es un antiguo sistema de escritura usado en la isla de Chipre para notar el idioma griego antiguo y también en ocasiones el idioma eteochipriota. Evolucionó del silabario chipro-minoico, a su vez derivado del Lineal A.
Se utilizó posiblemente desde el siglo XI a. C. hasta el siglo I a. C., si bien desde fines del siglo IV a. C. empezó a perder importancia y fue progresivamente sustituido por el sistema de escritura alfabético. 
Constaba de 56 signos, que representaban sílabas compuestas por una vocal sola o por una consonante seguida por una vocal.  En este tipo de escritura no se usaban ideogramas.

## Origen
Se discute cuál fue el momento histórico de su origen, pero probablemente deba situarse en la Edad de Bronce. Se considera que es derivado de otro sistema silábico llamado silabario chipro-minoico, derivado a su vez del sistema de escritura cretense denominado Lineal A. A diferencia de otros sistemas de escritura silábicos que dejaron de utilizarse al final de la Edad del Bronce (como el Lineal B, también usado para notar la lengua griega antigua), el silabario chipriota siguió utilizándose en Chipre hasta la época helenística.

## Corpus y evolución
El corpus del silabario chipriota es de aproximadamente mil cien inscripciones, de las que unas treinta están en el denominado idioma eteochipriota y el resto, en griego.
La mayoría de las inscripciones han aparecido en la isla de Chipre, en lugares como Amatunte, Kouklia (antigua Pafos), Akanthou y Enkomi, pero también han aparecido inscripciones en Lucania, Delfos y la península Calcídica.
A partir del siglo VIII a. C. es cuando aparecen inscripciones realizadas en el silabario.
En las monedas aparece inscrito el nombre de los reyes de Chipre en silabario chipriota desde el siglo VI a. C. y también aparecen durante el siglo V a. C., pero a partir de los tiempos de Evágoras además se añadieron caracteres en griego, al igual que durante los reinados de todo el siglo IV a. C.
A principios del siglo siguiente, Chipre pasó a dominio de las dinastías ptolemaicas. Estos gobernantes ya no usaron el silabario, pero los hallazgos indican que su uso por un sector de los habitantes de la isla continuó siendo importante al menos hasta finales del siglo III a. C., aunque en esta época ya predominaba el uso del alfabeto. Pero aún se conservan sellos en silabario que pueden fecharse en periodos posteriores, hasta el siglo I a. C.

## Estructura del silabario
El silabario representa sonidos con una consonante seguida de una sílaba (za, jo, etc.), aunque las vocales también pueden estar sin consonantes. El silabario es el siguiente:
|             | -a | -e | -i | -o | -u |
| ----------- | -- | -- | -- | -- | -- |
|             | 𐠀  | 𐠁  | 𐠂  | 𐠃  | 𐠄  |
| w-          | 𐠲  | 𐠳  | 𐠴  | 𐠵  |    |
| z-          | 𐠼  |    |    |    |    |
| j-          | 𐠅  |    |    | 𐠈  |    |
| k-, g-, kh- | 𐠊  | 𐠋  | 𐠌  | 𐠍  | 𐠎  |
| l-          | 𐠏  | 𐠐  | 𐠑  | 𐠒  | 𐠓  |
| m-          | 𐠔  | 𐠕  | 𐠖  | 𐠗  | 𐠘  |
| n-          | 𐠙  | 𐠚  | 𐠛  | 𐠜  | 𐠝  |
| ks-         | 𐠷  | 𐠸  |    | 𐠿  |    |
| p-, b-, ph- | 𐠞  | 𐠟  | 𐠠  | 𐠡  | 𐠢  |
| r-          | 𐠣  | 𐠤  | 𐠥  | 𐠦  | 𐠧  |
| s-          | 𐠨  | 𐠩  | 𐠪  | 𐠫  | 𐠬  |
| t-, d-, th- | 𐠭  | 𐠮  | 𐠯  | 𐠰  | 𐠱  |

## Desciframiento

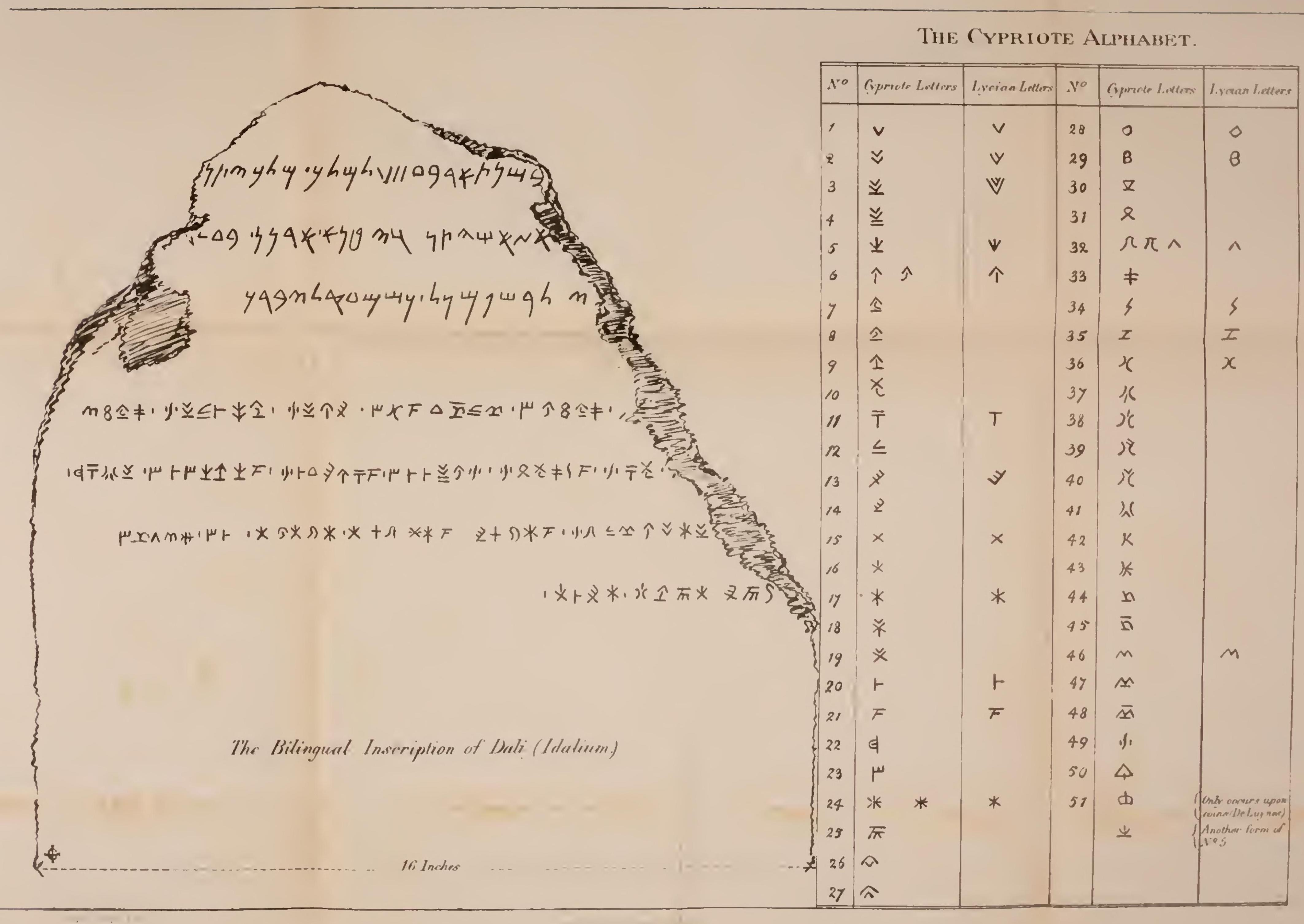
Calco del bilingüe de Idalion dibujado por George Smith

La transliteración de los signos se realizó entre 1871 y 1876, tras el descubrimiento, en 1869, del bilingüe de Idalion, una inscripción del siglo IV a. C. en griego (bajo la forma del silabario chipriota) y en fenicio en el sitio arqueológico de Idalión.
Este hecho por sí solo constituye una prueba fundamental de que en Chipre no desapareció la escritura durante la Edad Oscura, lo que se ha visto confirmado por el hallazgo en las excavaciones de 1979-1980 de una inscripción en este sistema de escritura en una espada que ha sido datada en el siglo XI a. C.